# Anfiteatro de Tréveris
El Anfiteatro de Tréveris es un anfiteatro romano del siglo I cerca de las Termas Imperiales de Tréveris, Alemania. Se encontraba en los bordes de la ciudad romana de Augusta Treverorum, insertado en parte en la montaña. Construido alrededor del año 100, fue mejorado y ricamente decorado durante los siglos siguientes. Se sitúa en el extremo occidental de la Alemania actual, en la ciudad de Tréveris, colonia romana importante en la defensa contra los bárbaros. Escenario de luchas de gladiadores y de competiciones de animales.
Constituye una arena elíptica y la estructura de las gradas estaba formada por arcadas, y rodeada por una muralla alta. La arena medía 75 metros de largo por 50 de ancho y tenía cabida para entre 25.000 y 30.000 espectadores, lo que hace que esté entre los mayores anfiteatros romanos conservados. Las gradas están constituidas por tres hileras de veinticuatro filas de espectadores. En el interior de la pared, hay excavados 14 pequeños locales, probablemente para las jaulas de los animales. Bajo la arena, se extendía un sótano donde se encontraba la maquinaria que encargaba los ascensores, la subida o la pendiente de las mesetas. El sótano, hoy retirado, es accesible. 
Las entradas principales septentrional y meridional eran puertas triunfales con triple paso. En los siglos IV y V, el anfiteatro sirvió al mismo tiempo de puerta a la ciudad debido a que la entrada septentrional se situaba en el interior de la ciudad, y la entrada meridional en el exterior de la pared del recinto urbano. 
En el siglo V, los habitantes de Tréveris usaban el anfiteatro como refugio durante los frecuentes ataques de los pueblos germánicos. Hoy en día se celebran en el anfiteatro, entre otras cosas, conciertos y el festival romano Brot & Spiele con simulación de batallas de gladiadores.
En 1986, el anfiteatro, así como otros monumentos romanos que se conservan en Tréveris y en la región, se inscribe en la lista de Patrimonio de la Humanidad por la Unesco, dentro del conjunto denominado Monumentos romanos de Tréveris (Porta Nigra, anfiteatro, basílica de Constantino, Barbarathermen, puente romano de Tréveris, termas imperiales y columna de Igel), catedral de Tréveris e iglesia de Nuestra Señora de Tréveris.